# Theo Hahn
Pour les articles homonymes, voir Hahn.
Theo Hahn, né le 3 janvier 1928 à Duisbourg et décédé le 12 février 2016 à Aix-la-Chapelle, était un minéralogiste et cristallographe allemand. Il a édité le volume A des tables internationales de cristallographie et a été président de l'union internationale de cristallographie.

## Biographie
Il commence en 1946 des études de minéralogie et cristallographie à l'université de Marbourg, qu'il termine à l'université de Francfort-sur-le-Main. Sa thèse de doctorat, soutenue en 1952 et dirigée par le professeur H. O'Daniel, traite des « béryllates de fluor comme modèles pour les silicates ». Il effectue un séjour postdoctoral de quatre ans au Massachusetts Institute of Technology, où il travaille avec Martin Buerger. En 1956, il retourne au laboratoire de minéralogie de l'université de Francfort. Il travaille sur les méthodes numériques pour la détermination des structures cristallines et obtient son habilitation en 1960. En 1963, Theo Hahn devient professeur de cristallographie à l'université d'Aix-la-Chapelle et fonde le laboratoire de cristallographie, qu'il dirige jusqu'à son éméritat en 1993. De 1984 à 1987, il est président de l'union internationale de cristallographie.
Il est également le cousin de la physicienne Maria Goeppert-Mayer.

## Travaux
Ses principaux travaux de recherche concernent la cristallochimie des oxydes minéraux, dont les silicates, les germanates et les sulfates, et l'étude des macles, du polymorphisme et des transitions de phase structurelles. Il s'intéresse aux méthodes de diffraction de rayons X et de neutrons et construit le spectromètre UNIDAS au centre de recherche de Jülich.
Theo Hahn a été pendant plus de 30 ans éditeur du volume A des tables internationales de cristallographie, dès sa première édition en 1983, dans lequel il a rédigé un chapitre sur les groupes ponctuels de symétrie et les classes cristallines. Il a également écrit avec Hans Wondratschek un ouvrage d'introduction pour ce volume, Symmetry of crystals.

## Distinctions
Il reçoit la médaille Abraham Gottlob Werner de la Deutsche Mineralogische Gesellschaft en 1997 et la médaille Carl Hermann de la Deutsche Gesellschaft für Kristallographie en 2001.